# Communist Party of Australia
Die Communist Party of Australia (kurz CPA; deutsch Kommunistische Partei Australiens) war eine 1920 entstandene und 1991 aufgelöste politische Partei in Australien. Sie vertrat bis in die 1970er Jahre einen marxistisch-leninistischen sowie bis zu ihrer Auflösung einen eurokommunistischen Standpunkt.

## Geschichte

### 1920 bis 1945

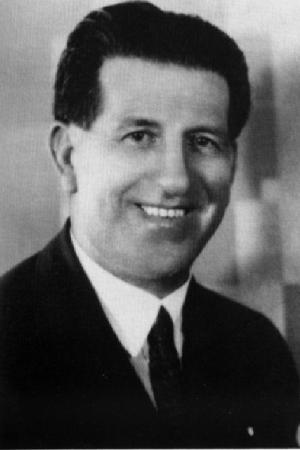
John Garden, Mitgründer der Communist Party of Australia in 1920

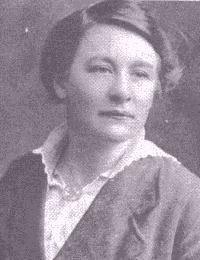
Adela Pankhurst, Mitgründerin der Communist Party of Australia in 1920

Die Communist Party of Australia wurde im Oktober 1920 in Sydney durch eine Gruppe von Sozialisten gegründet, die von der Oktoberrevolution im Russland im Jahr 1917 inspiriert waren. Unter den Parteigründern waren der in Sydney bekannte Gewerkschafter John Garden und Adela Pankhurst, die Tochter der britischen Suffragette Emmeline Pankhurst, neben weiteren Mitgliedern der illegalen australischen Sektion der Industrial Workers of the World (IWW). Die IWW und ihre Mitglieder verließen die CPA bald, weil sie nicht mit den politischen Direktiven durch die Sowjetunion und den Vorstellungen des Bolschewismus einverstanden waren. In den ersten Jahren, vor allem durch die Wirkung von Garden, entwickelte die CPU Einfluss in der Gewerkschaftsbewegung in New South Wales, aber in der Mitte der 1920er Jahre schwand ihr Einfluss und sie wurde damals zu einer unbedeutenden Sekte.
In den späten 1920er Jahren wurde die CPA durch Jack Kavanagh rekonstruiert, ein kanadischer kommunistischer Aktivist, und Esmonde Higgins, ein Journalist aus Melbourne, der ein Neffe des Richters H. B. Higgins am High Court of Australia war. Allerdings fiel diese Parteiführung bei der Komintern in Ungnade, die unter der Führung von Josef Stalin stand, der seine Politik durch Emissionäre durchsetzte, wie dem amerikanischen Kommunisten Harry M. Wicks, der entsandt wurde, damit die CPA für die politische Linie der Komintern eintrat. Kavanagh wurde ausgeschlossen und Higgins resignierte.
Eine neue Parteiführung, die aus Jack Miles, Lance Sharkey und Richard Dixon bestand, wurde durch die Komintern eingesetzt, die die Kontrolle für die nächsten 30 Jahre übernahm. Während der 1930er Jahre entwickelte die CPA Einfluss in der Arbeiter- und Gewerkschaftsbewegung, insbesondere wurden Mitglieder der CPA in führende Positionen großer Gewerkschaften gewählt. Ihr Einfluss wuchs weiter in der australischen Friedensbewegung nach 1935 an als die Komintern ihre Politik in den Kampf gegen den Faschismus änderte. Die Bewegung gegen Krieg und Faschismus beabsichtigte alle Kräfte gegen den Faschismus in einer Dachorganisation unter der Führung der CPA zusammenzuführen. Diese Bewegung untersuchte auch die Vorfälle, die dazu führten, dass Egon Erwin Kisch im späten 1934er und frühen 1935 Jahr erhebliche Schwierigkeiten bei seiner Einreise in Australien hatte.
Die CPA hielt führende Positionen in den australischen Gewerkschaften, wie in der Miners Federation und Waterside Workers Federation, obwohl ihre Kandidaten bei Parlamentswahlen wenig Stimmen gewannen.
Australien erklärte dem Dritten Reich nach dem Angriff auf Polen den Krieg. Dagegen opponierte die CPA und verurteilte die Politik Australiens in der ersten Phase des Zweiten Weltkriegs als imperialistisch und forderte den Krieg gegen Deutschland zu beenden. Nach der Niederlage Frankreichs 1940 verbot Robert Menzies die CPA, allerdings verließ Stalin den Deutsch-sowjetischen Nichtangriffspakt, als Deutschland die Sowjetunion angriff. Da die Sowjetunion die Hauptlast während des Zweiten Weltkriegs trug, verlor die CPA ihr anfängliches Kriegsstigma. Ihre Mitgliedschaft stieg auf 20.000 an und sie übernahm die Führung bedeutender australischer Gewerkschaften und der kommunistische Wahlkandidat Fred Paterson wurde 1940 ins Queensland Legislative Assembly gewählt. Paterson war das einzige Mitglied der CPA, dem es in der Geschichte Australiens gelang, in ein Landesparlament gewählt zu werden. Aber die CPA blieb weiterhin in der australischen Politik unbedeutend und die Australian Labor Party (ALP) war weiterhin in der australischen Arbeiterklasse führend, aber sie spaltete sich in den 1950er Jahren, weil einige Mitglieder den Einfluss der CPA in der Gewerkschaftsbewegung befürchteten.

### 1945 bis 1971
Nach 1945 und dem Beginn des Kalten Kriegs verlor die CPA weiter an Einfluss. Sie folgte der politischen Linie der Sowjetunion, dass imperialistische Kriege und neue wirtschaftliche Depressionen im Kapitalismus immanent seien und dass die CPA den Kampf in der Arbeiterklasse gegen den Einfluss der ALP aufnehmen sollte. Die CPA beteiligte sich seit 1947 an den Streikaktivitäten der australischen Gewerkschaften, die im Australischen Kohleminen-Streik von 1949 kulminierten. Die Labor-Regierung von Ben Chifley fürchtete um ihre Position in der Arbeiterbewegung und brach den Streik durch den Einsatz von Militär. Der CPA gelang es danach nie mehr eine derartig starke Position in der Gewerkschaftsbewegung zu erringen, obwohl ihre Anliegen und Ideen weiterhin Einfluss hatten. 1955 spaltete sich aus der ALP eine Australian Labor Party (Anti-Communist) (ALP-AC) ab, die den Einfluss der Kommunisten in der Gewerkschaftsbewegung befürchtete.
1950 versuchte Premierminister Robert Menzies von der Liberal Party of Australia die CPA zu verbieten, dies gelang nicht, da er 1951 vor dem High Court of Australia verlor. Als Stalin starb und Nikita Chruschtschow die Verbrechen Stalins verurteilte, traten Mitglieder der CPA aus. Weitere Rücktritte erfolgten 1956 nach der sowjetischen Invasion in Ungarn. 1961 spiegelte sich die Differenzen zwischen der Sowjetunion und China in Australien wider: Eine kleine maoistische Partei entstand, die Communist Party of Australia (Marxist-Leninist).
In den 1960er Jahren fielen die Mitgliedszahlen der CPA auf etwa 5.000, aber die CPA hielt ihre Positionen in verschiedenen Gewerkschaften und sie war auch einflussreich in verschiedenen Protestbewegungen, besonders in der Bewegung gegen den Vietnamkrieg.
Ab 1966 gab die CPA ein eigenes Magazin heraus, das Australian Left Review.
Der militärische Eingriff in den Prager Frühling führte 1968 zu einer weiteren Krise der CPA. Der Parteivorsitzende Laurie Aarons verurteilte die Intervention und eine Gruppe von Befürwortern der Maßnahme der Sowjetunion trat 1971 aus der CPA aus und gründete eine neue Partei, die Socialist Party of Australia. Die Ausgetretenen Mitglieder waren der Auffassung, dass die CPA eine klassische marxistisch-leninistische Partei bleiben sollte und lehnten zudem eine Entwicklung der CPA zu einer linken sozialdemokratischen Partei strikt ab. Wortführer dieser Gruppierung war eine Gruppe von Veteranen der Gewerkschaftsbewegung, wie Pat Clancy und Peter Symon.

### 1971 bis 1991
In den 1970er und 1980er Jahren setzte sich eine Abkehr vom Marxismus-Leninismus und eine Hinwendung zu den Vorstellungen des Eurokommunismus in der Partei durch und die Partei trieb die Demokratisierung ihrer internen Strukturen voran.
Die Partei verlor in diesem Zeitraum jeglichen politischen Einfluss und entwickelte sich mehr zu einer radikalen Kleinpartei mit wenigen Mitgliedern. Um 1990 sank ihre Mitgliedzahl auf weniger als 1.000.
1991 löste sich die Partei auf und formte die New Left Party. Diese neue Partei beabsichtigte, eine breitere Mitgliederbasis und einen größeren politischen Einfluss als die alte CPA zu erlangen und sich so linke der australischen Labor Party zu positionieren. Dies gelang allerdings nicht und die New Left Party löste sich bereits 1991 auf.
Die Hinterlassenschaft der Communist Party of Australia wurde in eine Organisation übergeführt, die sich SEARCH Foundation nennt.

## Bedeutung
Obwohl die Communist Party of Australia eine unbedeutende Rolle in der offiziellen australischen Politik einnahm und letztlich scheiterte, hatte die Communist Party in zahlreichen Bereichen Einfluss. Von 1935 bis in die 1960er Jahre errangen Kommunisten die Führerschaft in zahlreichen bedeutenden Gewerkschaften und die Partei war ein Zentrum der australischen Streikbewegungen. Zahlreiche ihrer Mitglieder spielten zudem eine bedeutende Rolle im kulturellen Leben Australiens wie die Schriftsteller Katharine Susannah Prichard, Judah Waten, Frank Hardy, Eric Lambert und Alan Marshall, der Maler Noel Counihan und der Dichter David Martin.
In zahlreichen Fällen hatten die Reaktionen der CPA bedeutende Auswirkungen in der australischen Politik. Konservative Politiker wie Stanley Bruce in den 1920er Jahren und Robert Menzies in den 1950er Jahren gewannen Wahlen, da die ALP mit den Ideen des Kommunismus sympathisierte und die ALP spalteten. In den frühen 1950er Jahren traten irische Katholiken aus der ALP aus, weil sie den Einfluss des Kommunismus auf Streikbewegungen der Gewerkschaften nicht hinnehmen wollten. Dies führte 1954 zur Abspaltung und Gründung der ALP-AC und nahm der ALP zeitweise die Möglichkeit an die Regierung zu kommen.
Die CPA und ihre Mitglieder setzten sich Jahre hinweg für verbesserte Konditionen für die Industriearbeiter ein, opponierten gegen Faschismus und Diktaturen, setzten sich für gleiche Rechte für Frauen und für die Menschenrechte der Aborigines ein. Sie hatte teilweise Erfolge auf diesen Gebieten und viele ihrer Positionen wurden später in der australischen Politik übernommen, aber sie erreichte nie eine bedeutende Akzeptanz für den Kommunismus in Australien. Die Partei war jahrelang ein Verteidiger der Politik der Sowjetunion, die sie ab den 1960er Jahren kritisierte.

## Jugendorganisation
Die Jugendorganisation der CPA trat unter unterschiedlichen Namen zu verschiedenen Zeit auf, wie Young Communists, Eureka Youth League, Young Socialist League und Young Communist Movement of Australia. Die Eureka Youth League war Gründungsmitglied der Weltbund der Demokratischen Jugend, diese Mitgliedschaft übernahm später die Young Communist Movement.

## Neugründung 1996
Die 1971 gegründete Socialist Party of Australia übernahm 1996 den Traditionsnamen Communist Party of Australia und führt diesen bis heute.

## Weiterführende Literatur
- David W. Lovell und Kevin Windle: Our Unswerving Loyalty: A Documentary Survey of Relations between the Communist Party of Australia and Moscow, 1920–1940. ANU Press, Canberra 2008, ISBN 978-1-921313-96-7.
- Stuart Macintyre: The Reds, Allen and Unwin 1998.
- Tom O’Lincoln: Into the Mainstream: The Decline of Australian Communism, Januar 1985, ISBN 0-9590486-1-8.